# Walter Feichter
Walter Feichter (ur. 1 kwietnia 1974 w Bruneck) – włoski snowboardzista, brązowy medalista mistrzostw świata.

## Kariera
Po raz pierwszy na arenie międzynarodowej pojawił się 28 stycznia 1996 roku w Falcade, gdzie w zawodach FIS Race wygrał rywalizację w gigancie. W zawodach Pucharu Świata zadebiutował 28 lutego 1997 roku w Olang, zajmując 72. miejsce w tej samej konkurencji. Pierwsze pucharowe punkty wywalczył 22 stycznia 1999 roku w Grächen, gdzie był dwunasty w snowcrossie. Na podium zawodów tego cyklu po raz pierwszy stanął 18 grudnia 1999 roku w Mont-Sainte-Anne, kończąc rywalizację w gigancie na trzeciej pozycji. W zawodach tych wyprzedzili go jedynie Francuz Mathieu Bozzetto i Kanadyjczyk Jasey-Jay Anderson. Łącznie pięć razy stawał na podium zawodów PŚ, odnosząc przy tym jedno zwycięstwo: 18 listopada 2000 roku w Tignes wygrał giganta. Najlepsze wyniki osiągnął w sezonie 2000/2001, kiedy to zajął drugie miejsce w klasyfikacji generalnej, a w klasyfikacji giganta wywalczył Małą Kryształową Kulę.
Jego największym sukcesem jest brązowy medal w gigancie wywalczony na mistrzostwach świata w Madonna di Campiglio w 2001 roku. Uległ tam jedynie Andersonowi i Dejanowi Koširowi ze Słowenii. Był też między innymi szósty w slalomie równoległym na tych samych mistrzostwach. W 2002 roku wystartował na igrzyskach olimpijskich w Salt Lake City, kończąc rywalizację w gigancie równoległym na ósmej pozycji.
W 2007 r. zakończył karierę.

## Osiągnięcia

### Igrzyska olimpijskie
| Miejsce | Dzień     | Rok  | Miejscowość    | Konkurencja       | Zwycięzca      |
| ------- | --------- | ---- | -------------- | ----------------- | -------------- |
| 8.      | 15 lutego | 2002 | Salt Lake City | Gigant równoległy | Philipp Schoch |

### Mistrzostwa świata
| Miejsce | Dzień       | Rok  | Miejscowość          | Konkurencja       | Zwycięzca          |
| ------- | ----------- | ---- | -------------------- | ----------------- | ------------------ |
| 3.      | 22 stycznia | 2001 | Madonna di Campiglio | Gigant            | Jasey-Jay Anderson |
| DSQ     | 24 stycznia | 2001 | Madonna di Campiglio | Gigant równoległy | Nicolas Huet       |
| 6.      | 26 stycznia | 2001 | Madonna di Campiglio | Slalom równoległy | Gilles Jaquet      |
| 20.     | 13 stycznia | 2003 | Kreischberg          | Gigant równoległy | Dejan Košir        |
| 27.     | 14 stycznia | 2003 | Kreischberg          | Slalom równoległy | Siegfried Grabner  |
| DNF     | 18 stycznia | 2005 | Whistler             | Gigant równoległy | Jasey-Jay Anderson |
| 29.     | 19 stycznia | 2005 | Whistler             | Slalom równoległy | Jasey-Jay Anderson |

### Puchar Świata

#### Miejsca w klasyfikacji generalnej
- sezon 1996/1997: 127
- sezon 1997/1998: 127
- sezon 1998/1999: 59
- sezon 1999/2000: 18
- sezon 2000/2001: 2
- sezon 2001/2002: -
- sezon 2002/2003: -
- sezon 2003/2004: -
- sezon 2004/2005: -
- sezon 2005/2006: 98
- sezon 2006/2007: 171

#### Miejsca na podium
1. Mont-Sainte-Anne – 18 grudnia 1999 (gigant) - 3. miejsce
2. Tignes – 18 listopada 2000 (gigant) - 1. miejsce
3. Mont-Sainte-Anne – 16 grudnia 2000 (gigant) - 2. miejsce
4. Ischgl – 2 grudnia 2001 (gigant równoległy) - 3. miejsce
5. Arosa – 30 stycznia 2002 (gigant równoległy) - 2. miejsce